# Val Caniparoli
Val Caniparoli (Renton, 12 settembre 1951) è un ballerino e coreografo statunitense; il suo lavoro comprende più di 100 produzioni per balletto, opera e teatro per oltre 50 compagnie e la sua carriera come coreografo è progredita in tutto il mondo anche mentre ha continuato la sua carriera di ballerino professionista con il San Francisco Ballet. Entrò a far parte del San Francisco Ballet come ballerino nel 1973. Nel 1987 fu nominato ballerino di carattere principale con il San Francisco Ballet dal direttore artistico Helgi Tomasson.

## Biografia
Caniparoli nacque a Renton, Washington, da Francisco Caniparoli, un produttore di abbigliamento e Leonora (Marconi) Caniparoli, che lavorava alla Boeing. Frequentò la Washington State University (WSU), dove studiò musica e teatro. Quando la First Chamber Dance Company era in tournée nella zona orientale di Washington, fecero delle esibizioni alla WSU e offrirono dei seminari in balletto. Caniparoli ne frequentò uno e gli fu detto che aveva talento e che avrebbe dovuto fare un provino alla San Francisco Ballet School. Decise quindi di intraprendere una carriera nel balletto e lasciò la WSU. Ricevette una borsa di studio dalla Ford Foundation che gli permise di frequentare la San Francisco Ballet School. Caniparoli si esibì con il San Francisco Opera Ballet e nel 1973, dopo solo un anno e mezzo che studiava, gli fu offerto un contratto con il San Francisco Ballet. Nella sua stagione d'esordio lavorò con i condirettori artistici Lew Christensen e Michael Smuin e, più tardi, con Helgi Tomasson.
Caniparoli si interessò alla coreografia frequentando un laboratorio di coreografia offerto dal Pacific Northwest Ballet. Dopo questo lavoro, la sua carriera come coreografo si ampliò e fu nominato coreografo residente del San Francisco Ballet a metà degli anni '80. Nel 1984 Caniparoli cofondò un collettivo coreografico chiamato OMO a San Francisco e quell'anno fu trasmesso sulla PBS un documentario sulla fondazione dell'OMO. Nel 1994 creò il suo primo balletto a lunghezza intera intitolato Lady of the Camellias, basato su un racconto di Alexandre Dumas e con musica di Frédéric Chopin. Lady of the Camellias divenne una delle opere più popolari di Caniparoli e una parte del repertorio di diverse compagnie di balletto, tra cui Ballet West, Ballet Florida, Boston Ballet, Cincinnati Ballet, Tulsa Ballet e Royal Winnipeg Ballet.
Caniparoli fu coreografo residente del Ballet West dal 1993 al 1997 e per il Tulsa Ballet dal 2001 al 2006. Continua a creare opere per il San Francisco Ballet.
Nel 1995 Caniparoli coreografò una nuova opera intitolata Lambarena, basata su una mescolanza di musiche di J.S. Bach e musica tradizionale africana. Lambarena divenne un'altra delle creazioni più popolari di Caniparoli, un misto di balletto classico e danza africana. Questo balletto è stato eseguito da più di 20 compagnie, tra cui Atlanta Ballet, Boston Ballet, Cincinnati Ballet, Singapore Dance Theatre, San Francisco Ballet e State Ballet of South Africa.
Nel 2002 Caniparoli è stato invitato a coreografare un pas de deux da eseguire da Evelyn Hart e Rex Harrington per la Regina Elisabetta II per celebrare la sua visita in Canada per il Giubileo d'oro.
Nel maggio 2010 l'American Conservatory Theatre di San Francisco (A.C.T.) presentò in anteprima Tosca Cafe, un lavoro di teatro / danza creato e diretto congiuntamente da Caniparoli e Carey Perloff dell'A.C.T. Caniparoli fece anche la coreografia. Tosca Cafe, che aveva avuto inizio come The Tosca Project, parla di un ampio cast di personaggi che affollano Tosca, un bar nella sezione North Beach di San Francisco nella stessa posizione da decenni. Caniparoli e Perloff videro questo lavoro come un'occasione unica per la collaborazione tra ballerini e attori. Dalla sua prima del 2010 a San Francisco, Tosca Cafe è stato eseguito a livello internazionale.

## Influenze
Cresciuto a Renton, Washington, Caniparoli ha studiato musica per 13 anni. I suoi studi includevano lezioni private di sax alto, clarinetto e flauto. Dà merito al suo studio della musica il fatto di aver nutrito il suo interesse eclettico per la musica e i compositori del mondo e per i vari generi. È diventato famoso per il suo uso di musica molto diversa come base principale per il suo lavoro coreografico. È stato anche influenzato dalla danza delle stelle del cinema Gene Kelly e Fred Astaire. Il lavoro di Caniparoli è stato descritto come "radicato nel classicismo ma influenzato da tutte le forme di movimento: danza moderna, danza etnica, danza sociale, persino pattinaggio sul ghiaccio".

## Coreografie per balletti
- Dances for Lou 2017 (Compositore: Lou Harrison) Ballet West
- 4 in the Morning 2016 (Compositore: William Walton) Amy Seiwert's Imagery
- Twisted 2 2016 (Compositore: Andres Previn, Jacques Offenbach, Arnold Schoenberg) BalletMet
- Repeat After Me 2016 (Compositore: Johann Paul Von Westhoff) Menlo Ballet
- Without Borders 2016 (Compositore: Yo-Yo Ma and the Silk Road Ensemble) Texas Ballet Theater
- Beautiful Dreamer 2016 (Compositore: Stephen Foster) Oakland Ballet
- Stolen Moments 2015 (Compositore: Jean-Phillippe Rameau) Richmond Ballet
- Das Ballett 2015 (Compositore: Leopold Mozart) Oakland Ballet
- The Nutcracker 2014 (Compositore: Peter Ilych Tchaikovsky) Grand Rapids Ballet
- Twisted 2014 (Compositore: Benjamin Britten, Gioachino Rossini, Giacomo Puccini) BalletMet
- Tutto Eccetto Il Lavandino (Everything But The Kitchen Sink) 2014 (Compositore: Antonio Vivaldi) Smuin Ballet
- Spaghetti Western 2014 (Compositore: Ennio Morricone) Louisville Ballet
- Tears, 2014 (Compositore: Steve Reich) San Francisco Ballet
- In Pieces, 2013 (Compositore: Poul Ruders) Colorado Ballet
- Triptych, 2013 (Compositore: John Tavener & Alexander Balanescu), Amy Siewert's Imagery[38]
- Caprice, 2013 Premiere: Cincinnati Ballet
- The Lottery, 2012 (Compositore: Robert Moran) Premiere: Ballet West[39]
- Chant, 2012 (Compositore: Lou Harrison) Premiere: Singapore Dance Theatre[40]
- Incantations, 2012 (Compositore: Alexandre Rabinovitch-Barakovsky) Premiere: Joffrey Ballet[41]
- Swipe, 2012 (Compositore: Gabriel Prokofiev) Premiere: Richmond Ballet[42]
- Tears From Above, 2011 (Compositore: Elena Kats-Chermin) Premiere: Diablo Ballet[43]
- Double Stop, 2011 (Compositore: Philip Glass) San francisco Ballet[44]
- Blades of Grass, 2010 (Compositore: Tan Dun) Premiere: Milwaukee Ballet[45]
- Still Life, 2010 (Compositore: Elena Kats-Chermin) Premiere: Scottish Ballet[46]
- Amor Con Fortuna, 2009 (Compositore: Jordi Savali, Various) Premiere: Tulsa Ballet[47]
- The Seasons, 2009  (Compositore: Alexander Glazunov) Premiere: Pacific Northwest Ballet[48]
- The Nutcracker,  2009 (Compositore: Pyotr Ilyich Tchaikovsky) Premiere: Louisville Ballet[49]
- Ebony Concerto, 2009 (Compositore: Igor Stravinsky) Premiere: San Francisco Ballet
- Ibsen's House, 2008 (Compositore: Antonín Dvořák) Premiere: San Francisco Ballet[50]
- Suite, 2007 (Compositore: George Frederic Handel) Premiere: American Repertory Ballet
- Violin, 2006 (Compositore: Heinrich Ignaz Franz Biber) Premiere: Richmond Ballet
- Songs, 2005 (Compositore: Chick Corea) Premiere: Central West Ballet
- Ikon of Eros, 2005 (Compositore: John Tavenor) Premiere: Washington Ballet
- Sonata for Two Pianos and Percussion, 2004 (Compositore: Béla Bartók) Premiere: Boston Ballet[51]
- Val Caniparoli's A Cinderella Story, 2004 (Compositore: Richard Rodgers) Premiere: Royal Winnipeg Ballet[52]
- Gustav's Rooster, 2003 (Compositore: Hoven Droven) Premiere: Tulsa Ballet[53]
- Vivace, 2003 (Compositore: Franz Schubert) Premiere: Tulsa Ballet
- Untitled, 2003 (Composer:: Dmitri Shostakovich) Premiere: Royal Winnipeg Ballet
- No Other, 2002 (Compositore: Richard Rodgers) Premiere: San Francisco Ballet
- Unspoken, 2002 (Compositore: Camille Saint-Saëns) Premiere: Royal Winnipeg Ballet
- Misa Criolla, 2002 (Compositore: Ariel Ramirez) Premiere: Tulsa Ballet
- Devil's Sonata, 2002 (Compositore: Giuseppe Tartini) Premiere: Sacramento Ballet
- boink! 2002 (Compositore: Juan García Esquivel) Premiere: Lawrence Pech Dance Company
- The Nutcracker, 2001 (Compositore: Pyotr Ilyich Tchaikovsky) Premiere: Cincinnati Ballet
- Torque, 2001 (Compositore: Michael Torke) Premiere: Pacific Northwest Ballet
- Jaybird Lounge, 2001 (Composer Uri Caine) Premiere: Pennsylvania Ballet
- Death of a Moth, 2001 (Compositore: Carlos Surinach) Premiere: San Francisco Ballet[54]
- Bird's Nest, 2000 (Compositore: Charlie Parker) Premiere: Washington Ballet
- Already Dusk, 2000 (Compositore: Johannes Brahms) Premiere: Lawrence Pech Dance Company
- Fade to Black, 2000 (Compositore: Nina Simone) Premiere: L. Feijoo and Y. Possokhov
- Going for Baroque 1999 (Compositore: Antonio Vivaldi) Premiere: Tulsa Ballet
- Attention Please, 1999 (Compositore: J.S. Bach) Premiere: Richmond Ballet
- Aquilarco, 1999 (Compositore: Giovanni Sollima) Premiere: San Francisco Ballet[55]
- Separations, 1999 (Compositore: Dmitri Shostakovich) Premiere: Ballet Florida
- Open Veins, 1998 (Compositore: Robert Moran) Premiere: Atlanta Ballet[56]
- Aria, 1998 (Compositore: Georg Friedrich Händel) Premiere: San Francisco Ballet
- Book of Alleged Dances, 1998 (Compositore: John Adams) Premiere: Ballet West
- Slow, 1998 (Compositore: Graham Fitkin) Premiere: San Francisco Ballet
- The Bridge, 1998 (Compositore: Dmitri Shostakovich) Premiere: Pacific Northwest Ballet
- Djangology, 1997 (Compositore: Django Reinhardt) Premiere: Richmond Ballet[57]
- Ciao, Marcello, 1997 (Compositore: Nino Rota) Premiere: San Francisco Ballet
- Prawn-watching, 1996 (Compositore: Michael Nyman) Premiere: Ballet West[58]
- Bow Out, 1995 (Compositori: David Bedford and Roy Powell) Premiere: Richmond Ballet
- Lambarena, 1995 (Compositore: J.S. Bach and Traditional African) Premiere: San Francisco Ballet[59][60]
- La Folia, 1994 (Compositore: Gregorio Paniagua) Premiere: Marin Ballet
- Tangazzo, 1994 (Compositore: Amadeo Roldan) Premiere: Marin Ballet
- Lady of the Camellias, 1994 (Compositore: Frédéric Chopin) Premiere: Ballet West[61]
- Seeing Stars, 1993 (Compositore: Erno Dohnanyi) Premiere: San Francisco Ballet
- Concerto Grosso, 1992 (Compositore: Arcangelo Corelli) Premiere: Marin Ballet
- Pulcinella, 1991 (Compositore: Igor Stravinsky) Premiere: San Francisco Ballet
- Tryst, 1991 (Compositore: Wolfgang Amadeus Mozart) Premiere: Pacific Northwest Ballet
- Gran Partita, 1990 (Compositore: Wolfgang Amadeus Mozart) Premiere: Pacific Northwest Ballet[62]
- In Perpetuum, 1990 (Compositore: Arvo Pärt) Premiere: San Francisco Ballet
- Ritual, 1990 (Compositore: Alfred Schnittke) Premiere: Johann Renvall and Stars of American Ballet
- A Door Is Ajar, 1990 (Compositore: Kronos Quartet) Premiere: Ririe Woodbury
- Between Ourselves, 1989 (Compositore: Béla Bartók) Premiere: Pittsburgh Ballet Theatre
- Kinetic Impressions, 1989 (Compositore: Francis Poulenc) Premiere: Ballet West
- Connotations, 1989 (Compositore: Benjamin Britten) Premiere: San Francisco Ballet[63]
- White Mourning, 1989 (Compositori: Franz Schubert, Gustav Mahler) Premiere: Ballet West
- Ophelia, 1988 (Compositore: Bohuslav Martinu) Premiere: Ballet West
- Narcisse, 1987 (Compositore: Claude Debussy) Premiere: San Francisco Ballet[64]
- Hamlet and Ophelia Pas de Deux, 1985  (Compositore: Bohuslav Martinu) Premiere: San Francisco Ballet
- Aubade, 1985 (Compositore: Francis Poulenc) Premiere: Israel Ballet
- Accidental or Abnormal Chromosomal Events, 1984 (Compositore: Al Aguis-Sinerco) Premiere: Bay Area Playwrights Festival
- Tar Marmalade, 1984 (Compositore: Douglas Adams) Premiere: Oakland Ballet
- Chansons de Scheherazade, 1983 (Compositore: Maurice Ravel) Premiere: San Francisco Ballet
- Windows, 1983 (Compositore: Ludwig van Beethoven) Premiere: San Francisco Ballet
- Loves-Lies-Bleeding, 1982 (Compositore: Igor Stravinsky) Premiere: San Francisco Ballet[65]
- Deranged Dances, 1982 (Compositore: Charles Ives) Premiere: Marin Ballet
- Six-for-Eight, 1981 (Compositore: Georg Friedrich Händel) Premiere: Palo Alto Dance Theatre
- Street Songs, 1980 (Compositore: Carl Orff) Premiere: Pacific Northwest Ballet[66]
- Concertino, 1979 (Compositore: Carlo Ricciotti) Premiere: Contemporary Dance Theatre of Tucson

## Coreografia e direzione di teatro
- A Little Night Music (Music and Lyrics: Stephen Sondheim) American Conservatory Theater (A.C.T.), San Francisco
- Arcadia (2013) American Conservatory Theater (A.C.T.), San Francisco
- Tosca Café (2011) Theatre Calgary, Vancouver Playhouse
- The Tosca Project (2010) American Conservatory Theater (A.C.T.), San Francisco
- Tis Pity She's a Whore (2008) A.C.T., San Francisco
- A Christmas Carol, (2005) A.C.T., San Francisco
- A Doll's House, (2003) A.C.T., San Francisco

## Coreografia per opera lirica
- Two Women (2015) (Music by Marco Tutino) (Adapted on the novel La Ciociara by Alberta Moravia) San Francisco Opera
- Andrea Chenier (1995) Opera di Chicago[67]
- Capriccio (1990) San Francisco Opera, Metropolitan Opera, Lyric Opera of Chicago[68]
- Manon (1986) San Francisco Opera[69]

## Coreografia per concerti
- Mlada (2003) San Francisco Symphony[70]
- Psycho, The Ballet (1996) San Francisco Pops
- Embraceable You (1995) San Francisco Pops

## Coreografia per il cinema
- The Metropolitan Opera HD Live (Serie TV) (1 episodio)[71]

– R. Strauss: Capriccio (2011)
- Great Dancers of our Time In der Hauptrolle Vladimir Malakhov, Lucia Lacarra und Kiyoko Kimura (DVD - 2005)

-- Coreografia per Lady of the Camellias

## Televisione
Caniparoli è apparso alla PBS in "The San Francisco Ballet in Cinderella" Dance in America (Le serie Great Performances) nel ruolo del padre di Cinderella. 
Inoltre è apparso in tre speciali televisivi:
- The Creation of OMO (1987) in cui parlava della compagnia di danza sperimentale che aveva co-fondato[72]
- A Song for Dead Warriors (1984)
- Romeo and Juliet, produzione di balletto di Michael Smuin, andata in onda sulla PBS nel 1976

## Onorificenze e premi
- Beneficiario, 10 sussidi per la coreografia, National Endowment for the Arts[73]
- Beneficiario, (2001) Isadora Duncan Dance Award per la coreografia, Death of a Moth, San Francisco Ballet
- Beneficiario, (1997 & 1994) premi:

Choo-San Goh & H. Robert Magee Foundation (http://goh-mageefoundation.org)
1997: Open Veins, Atlanta Ballet
1994: Lambarena, San Francisco Ballet
- Beneficiario, (1997) Isadora Duncan premio per il successo conseguito
- Beneficiario, (1991-1992) Choreographers Fellowship, National Endowment for the Arts
- Beneficiario, (1991) Artist Fellowship, California Arts Council
- Beneficiario, (1991) Artist Fellowship, California Arts Council
- Beneficiario, (1987) Isadora Duncan Award per Aubade, Bay Area Dance Coalition
- Beneficiario, (1981-1988), Choreographers' Fellowship, National Endowment for the Arts
- Beneficiario, (1972) Ford Foundation Scholarship